# Kuruvattur
Kuruvattur es una ciudad censal situada en el distrito de Kozhikode en el estado de Kerala (India). Su población es de 34241 habitantes (2011). Se encuentra a 10 km de Kozhikode.

## Demografía
Según el censo de 2011 la población de Kuruvattur era de 34241 habitantes, de los cuales 16451 eran hombres y 17790 eran mujeres. Kuruvattur tiene una tasa media de alfabetización del 96,91%, superior a la media estatal del 94%: la alfabetización masculina es del 98,38%, y la alfabetización femenina del 95,56%.